# Hildegarda de Borgoña

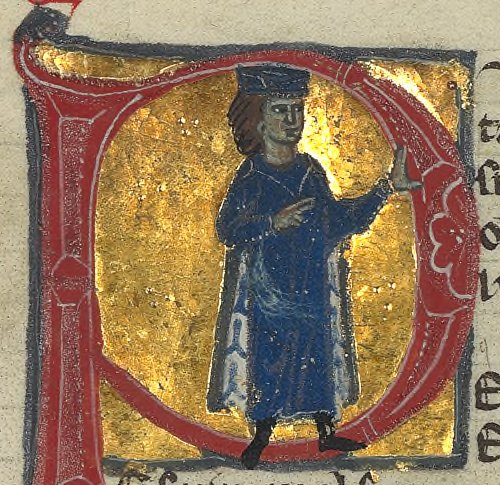
Guillermo, hijo de Hildegarda

Hildegarda de Borgoña (h. 1056-1104) fue una noble francesa, duquesa consorte de Vasconia y de Aquitania por su matrimonio con el duque Guillermo VIII de Aquitania.
Fue la única del duque Roberto I de Borgoña y de su segunda esposa, Ermengarda de Anjou. Por matrimonio, fue duquesa de Vasconia y de Aquitania.
Contrajo nupcias con Guillermo VIII de Aquitania; fue su tercera esposa. Guillermo e Hildegarda tuvieron la siguiente descendencia:
- Guillermo IX, duque de Aquitania.
- Inés de Aquitania, reina de Aragón y de Navarra.
- Beatriz (¿?).[4] Se casó, en primer lugar, con Alfonso VI de León y de Castilla; y, en segundo lugar, con Elías I, conde de Maine.

El nacimiento de Guillermo fue motivo de gran celebración en la corte aquitana, pero la Iglesia lo consideró ilegítimo al principio debido a la consanguinidad de sus padres. Por ello, Guillermo VIII se vio obligado a peregrinar a Roma poco después de nacer su hijo para solicitar que el papa autorizara su matrimonio con Hildegarda.